# Waldwirtschaft Großhesselohe

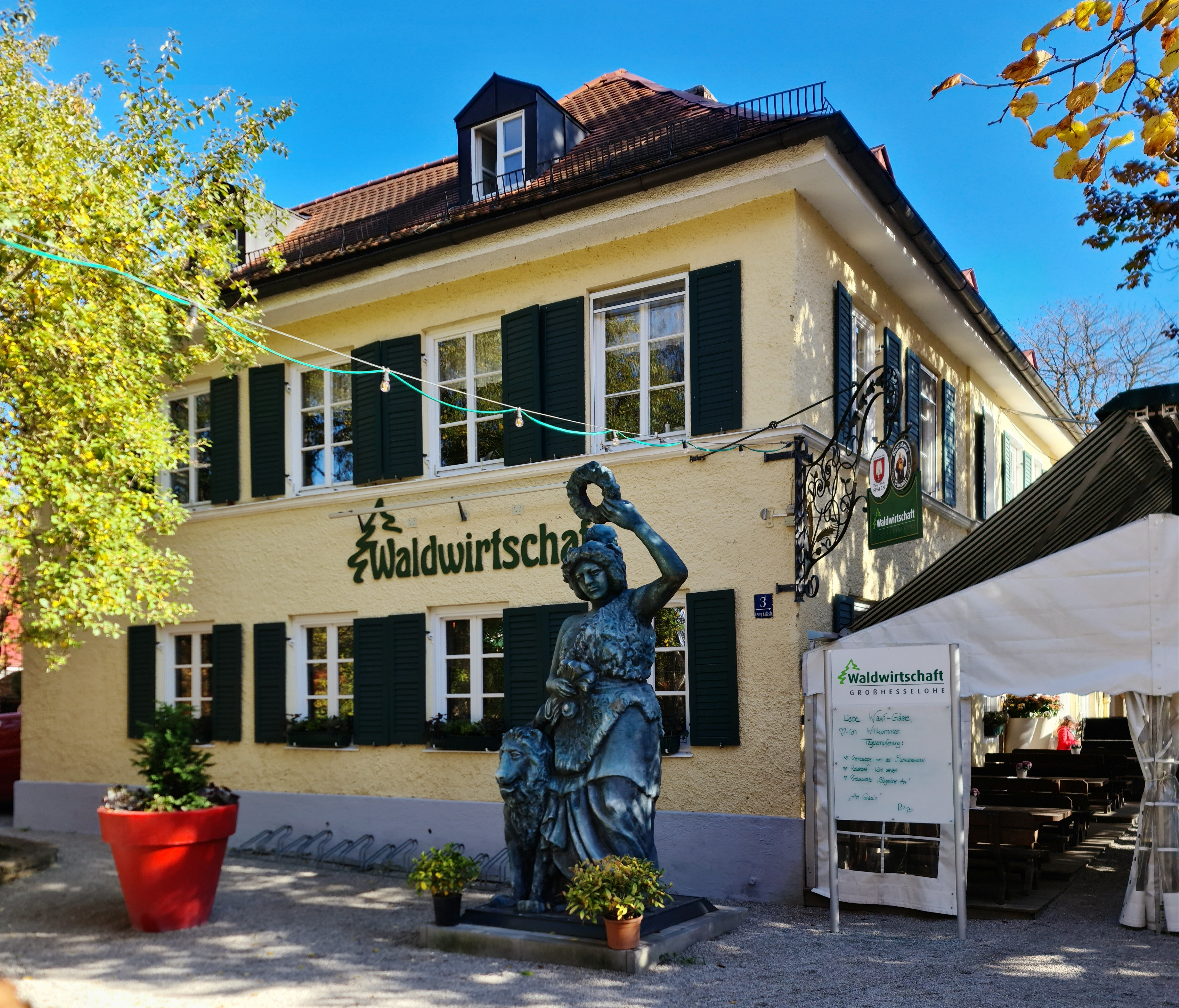
Gasthaus der Waldwirtschaft

Die Waldwirtschaft ist ein Gasthof mit Biergarten südlich von München. Sie liegt in der Gemeinde Pullach im Isartal im dortigen Ortsteil Großhesselohe auf dem westlichen Hochufer der Isar. 

## Geschichte

Großhesselohe, Brauereigebäude (li) und Gasthof zur alten Wirtschaft, um 1915

Die Waldwirtschaft geht auf den Bierkeller einer Brauerei zurück, die der französische General Jean-Baptiste Drouet d’Erlon, der während seines Exils in Bayern 1818 die  Schwaige Hesselohe erworben hatte, 1820 auf dem Gelände der Schwaige neben der Dreifaltigkeitskapelle errichten ließ. Dort waren bereits im 18. Jahrhundert Kirchweih und Jahrmarkt gefeiert worden, und Anfang des 19. Jahrhunderts hatte ein Münchner Caféhausbetreiber dort einen Tanzpavillon errichten lassen. Ein Gebäudeteil der Brauerei ist noch in der Georg-Kalb-Straße 7 erhalten, Gewölbe des Bierkellers unter und bei dem Gebäude Georg-Kalb-Straße 9. 
Als General d’Erlon 1824 begnadigt wurde und seine Karriere im französischen Militär wieder aufnahm, blieb sein Sohn Hyppolyt zurück und betrieb Hesselohe weiter. Zwischen 1820 und 1830 wurde der heutige Gasthof errichtet. Hyppolyt d’Erlon verkaufte das Grundstück mit allen Bauten 1835 an den pensionierten Minister Maximilian von Montgelas. Montgelas ließ das Wohnhaus der Schwaige durch Jean Baptiste Métivier zu einem kleinen Schlösschen ausbauen und erstellte einen 42 Meter tiefen Brunnen mit einer dampfgetriebenen Pumpe. Die Eröffnung der Teilstrecke München-Großhesselohe der Bahnstrecke München–Lenggries 1854 und der Isartalbahn 1891 sorgte für eine weitere Zunahme der Ausflugsgäste. 1875 kaufte ein Pullacher Gastwirt namens Georg Kalb die Brauerei und das Wirtshaus, und sein Sohn Georg baute die Brauerei in den 1890er Jahren erneut um. Die Konzentration der Brauereien führte dazu, dass Kalb 1910 das Braurecht an die Spatenbrauerei verkaufte, die die Brauerei schloss. 1930 kaufte Spaten auch das Wirtshaus.
Mit der Übernahme durch Sepp Krätz 1981 wurde der als WaWi bekannte Biergarten zu einem sommerlichen Treffpunkt der Münchner Schickeria. Krätz stellte die Tradition der Livemusik wieder her und begründete den sonntäglichen Jazz-Frühschoppen, der über Jahrzehnte von der Veterinary Street Jazz Band bespielt wurde. Heute spielt bei schönem Wetter täglich eine Jazz-Band. 1995 wurde die gerichtlich angeordnete Sperrstunde für die Waldwirtschaft zum Anlass für die Münchner Biergartenrevolution. 2014 verlor Sepp Krätz, der von 1995 bis 2013 auch das Hippodrom-Festzelt auf dem Oktoberfest betrieb, wegen Steuerhinterziehung die Gaststätten-Konzessionen für seine Lokale in München. In der Waldwirtschaft bleibt er Gesellschafter, zog sich aber aus der Geschäftsführung zurück, die auf Erhard Schneider und Krätz-Tochter Stefanie überging.

## Beschreibung

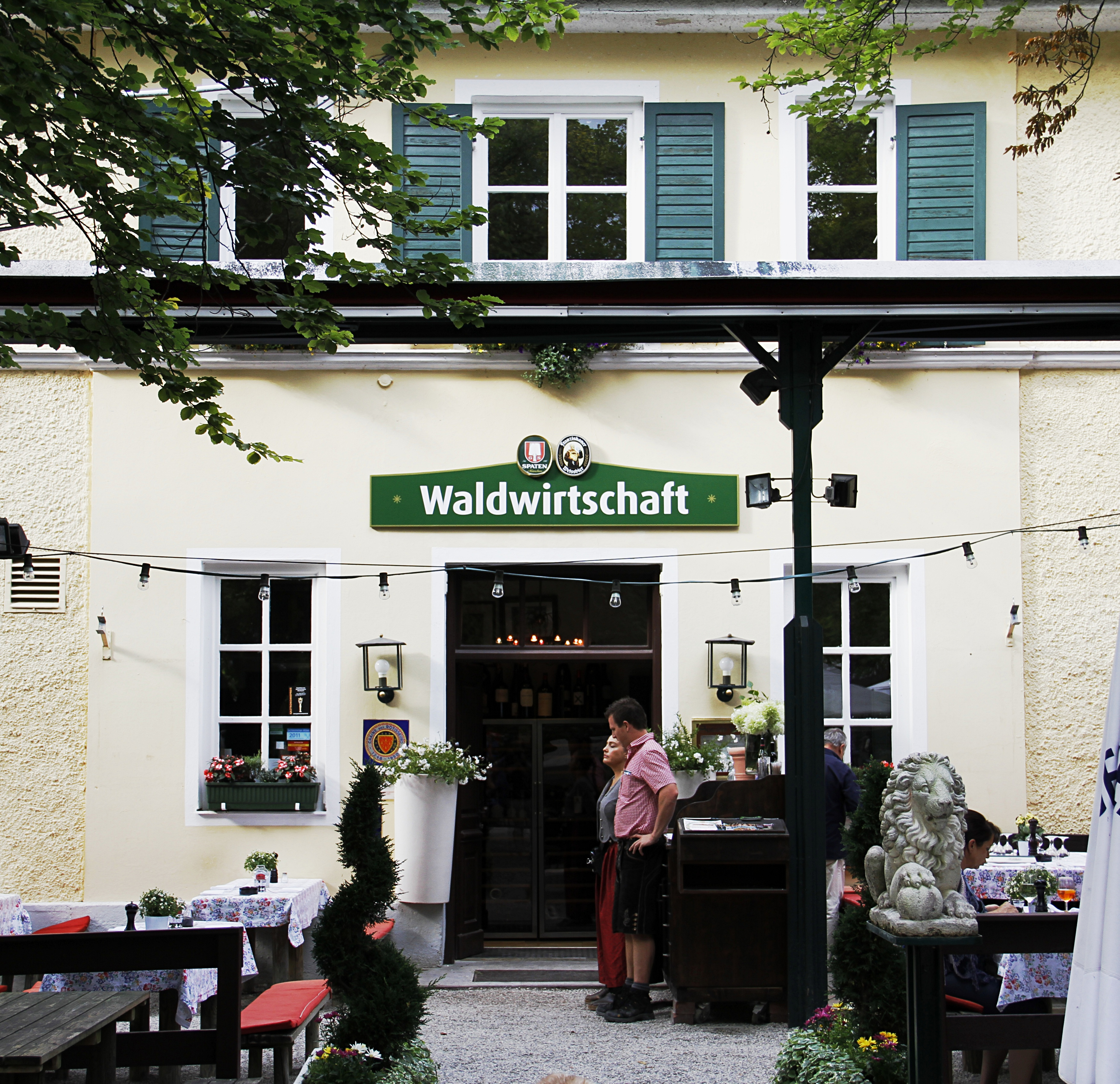
Fassade und Eingang

Das Gasthaus ist ein zweiflügeliger verputzter Walmdachbau Er wies ursprünglich die Form eines L auf, mit einem nach Süden ausgerichteten Flügel und einem weiteren auf der Ostseite. Der Winkel umschloss die Dreifaltigkeitskapelle. Eine spätere Ergänzung ist  ein kurzer, stummelförmiger Flügel mit etwas niedrigerem First an der Westseite. Nebengebäude sind zwei Toilettenhäuschen des Biergartens, die mit ihren Oberlichtbändern Formen des Art déco entsprechen. Sie stehen zusammen mit dem Hauptgebäude unter Denkmalschutz. Südlich schließt der Biergarten an, zu dem eine neuzeitliche, offene Bude in Drei-Flügel-Form gehört, in der Speisen und Getränke an die Besucher des Biergartens verkauft werden. Im Zentrum des Biergartens steht der Musikpavillon. Südlich schließt sich an die Waldwirtschaft die BND-Liegenschaft in Pullach des Bundesnachrichtendienstes (BND) an.